# Vignes (Pyrénées-Atlantiques)
Vignes ist eine französische Gemeinde mit 456 Einwohnern (Stand 1. Januar 2022) im Département Pyrénées-Atlantiques in der Region Nouvelle-Aquitaine (vor 2016: Aquitanien). Die Gemeinde gehört zum Arrondissement Pau und zum Kanton Artix et Pays de Soubestre (bis 2015: Kanton Arzacq-Arraziguet).
Der Name der Gemeinde ist vom gascognischen Wort vinhas (deutsch Weinreben, Weinberge) abgeleitet, ein Hinweis auf den Weinbau in früher Zeit.
Die Einwohner werden Vignois und Vignoises genannt.

## Geographie
Vignes liegt ca. 30 km nordwestlich von Pau in der historischen Provinz Béarn am nördlichen Rand des Départements.
Zu Vignes gehören neben der Hauptsiedlung auch die Weiler bzw. Quartiere Église, Grand-Route, Labaquère, Lacarrère, Lahon, Lapause, Larrouzé, Longy, Nabailh und Plaa.
Umgeben wird Vignes von den Nachbargemeinden:
| Arzacq-Arraziguet | Poursiugues-Boucoue                         |          |
|                   | Kompassrose, die auf Nachbargemeinden zeigt | Coublucq |
| Louvigny          | Mialos                                      | Méracq   |

Vignes liegt im Einzugsgebiet des Flusses Adour. Der Luy de France und der Louts fließen durch das Gebiet der Gemeinde.

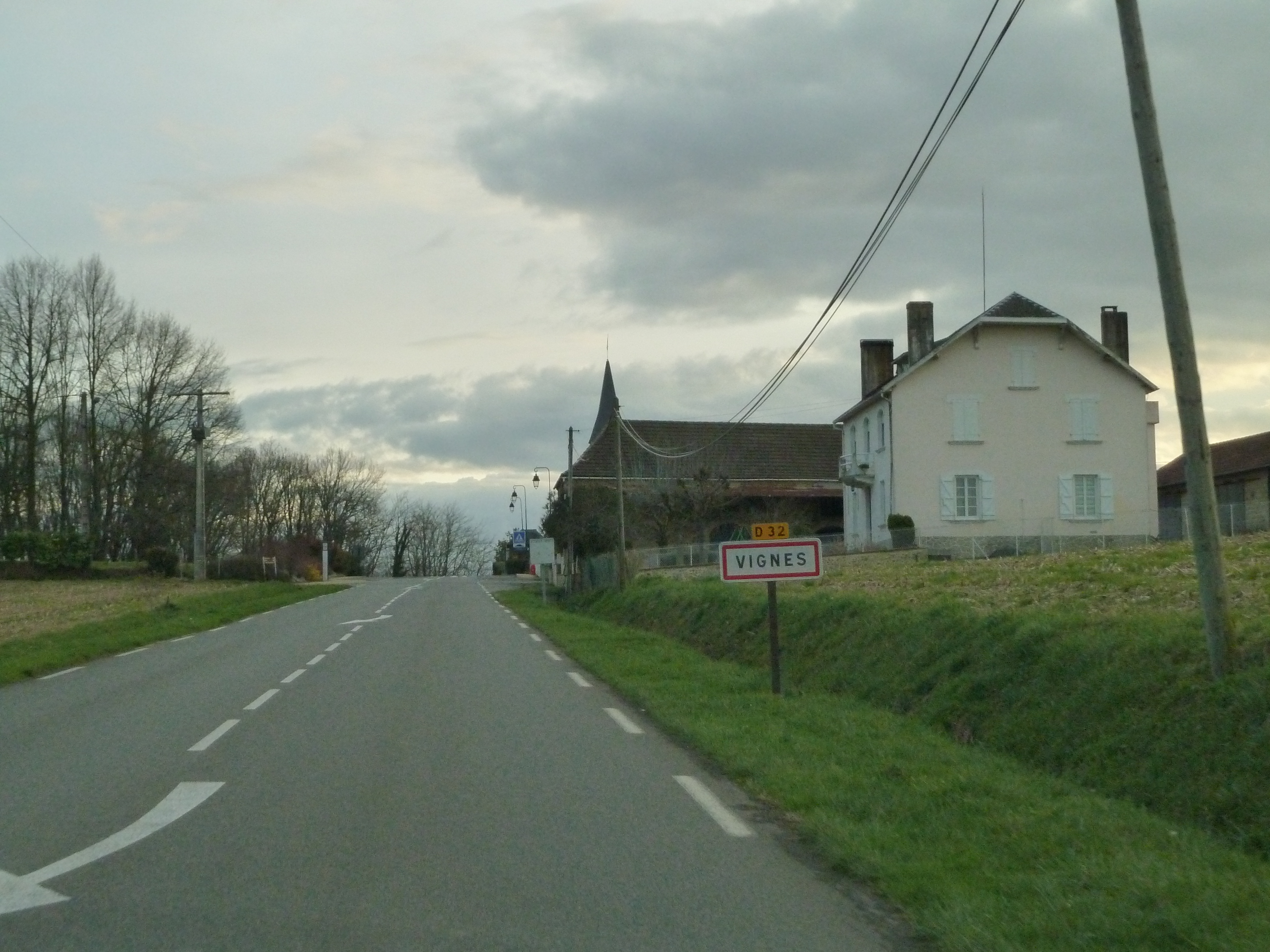
Ortseinfahrt

## Geschichte
Die Gemeinde entwickelte sich an zwei Stellen auf zwei verschiedenen Hügeln. Die erste Gründung erfolgte auf einer Terrasse an einer Anhöhe über dem Tal des Luy de France, an der Stelle des heutigen Viertels Lacarrère. Zwischen dem 9. und dem 11. Jahrhundert unterstrich eine kreisrunde, von Palisaden und mit Wasser gefüllten Gräben umsäumte Motte die strategische Lage. Unweit schützte ein weiterer künstlicher Erdhügel die Kirche und den Friedhof, die von einer Mauer umgeben waren. Bei der Volkszählung im Béarn im Jahre 1385 wurden in Vignes 25 Häuser gezählt, davon eine größere Anzahl, die von Cagots bewohnt wurde, eine Personengruppe, die vom 13. bis weit ins 19. Jahrhundert hinein in Spanien und Frankreich aus heute noch unbekannten Gründen diskriminiert und weitgehend vom gesellschaftlichen Leben ausgeschlossen war. Es scheint allerdings, dass die Integration in Vignes erfolgreicher verlief als in anderen Gemeinden. Das Dorf gehörte zur Bailliage von Pau. Es blieb bis zur Neuordnung der Territorien während der Französischen Revolution eine Enklave der Vicomté von Béarn in der Vicomté von Louvigny. Das Zentrum der Gemeinde mit Rathaus, Schule und Kirche wurde zu Beginn des 20. Jahrhunderts auf einen anderen Hügel an der neu gebauten Route départementale 32 versetzt.
Toponyme und Erwähnungen von Vignes waren:
- Binhe (1379),
- Vinhes (1385, Volkszählung im Béarn),
- Binhes (1513, Notare aus Garos) und
- Vignes (1750, 1793 und 1801, Karte von Cassini, Notice Communale bzw. Bulletin des lois).[4][5][7][8]

### Einwohnerentwicklung
Nach Beginn der Aufzeichnungen stieg die Einwohnerzahl in der ersten Hälfte des 19. Jahrhunderts auf einen Höchststand von rund 515. In der Folgezeit sank die Größe der Gemeinde bis zu den 1940er Jahren auf rund 215, bevor eine Erholungsphase einsetzte, die noch andauert.
| Jahr      | 1962 | 1968 | 1975 | 1982 | 1990 | 1999 | 2006 | 2010 | 2022 |
| --------- | ---- | ---- | ---- | ---- | ---- | ---- | ---- | ---- | ---- |
| Einwohner | 236  | 263  | 337  | 349  | 361  | 341  | 396  | 438  | 456  |

## Sehenswürdigkeiten

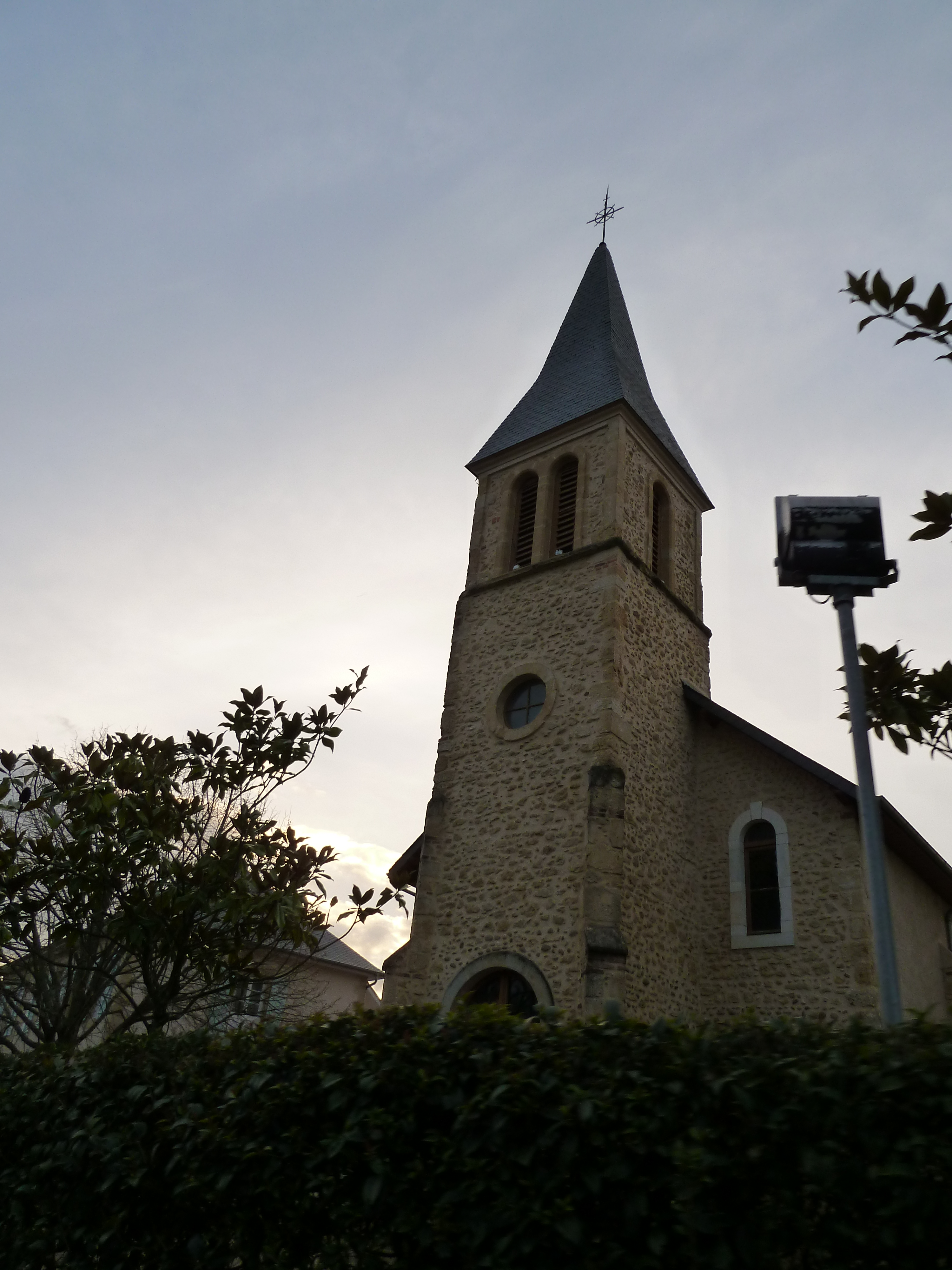
Pfarrkirche de l’Assomption-de-la-Bienheureuse-Vierge-Marie

- Pfarrkirche, gewidmet Mariä Himmelfahrt. Sie wurde gegen 1910 als Ersatz für die frühere Pfarrkirche in Viertel Lacarrère errichtet, die heute abgerissen ist. Sie ist nach Westen orientiert und besitzt einen Glockenturm über dem Eingangsvorbau, der aus der Fassade hervorspringt, von seitlichen Strebewerken gestützt wird und mit einem Helm ausgestattet ist, der mit einem Zeltdach gedeckt ist. Ihr Langhaus mit einem Hauptschiff wird durch eine dreiwandige Apsis verlängert und von einer Sakristei an der rechten Seite flankiert. Das Langhaus ist mit einem Tonnengewölbe gedeckt, der Chor mit einem polygonalen Halbkuppelgewölbe. Die Pfarrkirche ist mit einem Satz von sechs Glasfenstern der Glasmalerei Mauméjean ausgestattet, die in den Jahren 1879 bis 1904 entstanden sind. Sie zeigen Darstellungen der Heiligen Johannes dem Täufer, Josef mit Jesuskind, Anna, Augustinus von Hippo und Stephanus sowie dem Motiv der Aufnahme Mariä in den Himmel. Weitere Ausstattungsgegenstände aus dem 18. und 19. Jahrhundert sind als nationale Kulturgüter registriert.[11][12]

## Wirtschaft und Infrastruktur

### Bildung
Die Gemeinde verfügt über eine öffentliche Grundschule mit 40 Schülerinnen und Schülern im Schuljahr 2017/2018.

Logo des Jakobswegs

### Sport und Freizeit
Der Fernwanderweg GR 65 von Genf nach Roncesvalles führt durch das Gemeindegebiet entlang der Grenze zur Nachbargemeinde Arzacq-Arraziguet. Er folgt der Via Podiensis, einem der vier historischen Jakobswege.

### Verkehr
Vignes ist erreichbar über die Routes départementales 32, 236, 270 und 944, der ehemaligen Route nationale 644, und ist über eine Linie des Busnetzes Transports 64 mit Pau und anderen Gemeinden des Départements verbunden.